# Chiesa riformata di Nufenen
La chiesa riformata di Nufenen (in tedesco Reformierte Kirche Nufenen) è un luogo di culto evangelico situato a Nufenen, frazione del comune svizzero di Rheinwald nel Canton Grigioni (regione Viamala).

## Storia
La chiesa riformata di Nufenen fu costruita nel 1643, durante il periodo di stabilizzazione della situazione politica ed ecclesiastica successivo ai Torbidi grigionesi; espletò le funzioni di parrocchiale dal 1696 al 1874, anno in cui la parrocchia venne aggregata a quella di Hinterrhein.

## Descrizione
Il campanile è dotato di un tetto a cipolla.